# Acontia rupicola
Acontia rupicola är en fjärilsart som beskrevs av Moritz Balthasar Borkhausen 1792. Acontia rupicola ingår i släktet Acontia och familjen nattflyn. Inga underarter finns listade i Catalogue of Life.